# المتمنة
المتمنة  قرية سوريّة تتبع إداريّاً لمحافظة حلب منطقة الباب ناحية الراعي، بلغ تعداد سكانها 266 نسمة حسب التعداد السكاني لعام 2004.